# Fiescher Gabelhorn
Fiescher Gabelhorn är en bergstopp i Schweiz. Den ligger i distriktet Goms och kantonen Valais, i den centrala delen av landet. Toppen på Fiescher Gabelhorn är 3 876 meter över havet.
Den högsta punkten i närheten är Finsteraarhorn, 4 274 meter över havet, 5,0 km nordost om Fiescher Gabelhorn.
Trakten runt Fiescher Gabelhorn består i huvudsak av kala bergstoppar och isformationer.